# Куинн, Зоуи
Зоуи Куинн (англ. Zoë Quinn; род. 13 августа 1987) — американская разработчица видеоигр, программист и писательница. В число известных работ Куинн входит interactive fiction игра Depression Quest, разработанная в 2013 году. В 2014 году сообщение в блоге её бывшего парня вызвало скандал «Геймергейт», в ходе которого она подверглась серьёзной травле. В следующем году Куинн стала соучредителем Crash Override Network, кризисной горячей линии и ресурсного центра для жертв интернет-харассмента.

## Биография
Куинн родилась в 1987 году и выросла в небольшом городке неподалёку от горного хребта Адирондак в Нью-Йорке. Она страдала от депрессии с подросткового возраста, получив соответствующий диагноз в 14 лет.
По словам Куинн, она практически не получила сочувствия и помощи со стороны должностных лиц школьного округа, которые «мало что понимали о подростках с депрессией и суицидальностью».
Зоуи Куинн идентифицирует себя как нецисгендерного человека.

## Карьера
Одной из ранних работ Куинн является игра Depression Quest о проблемах человека, страдающего депрессией.
В 2014 году эта игра была опубликована на платформе Steam Greenlight. «Depression Quest» была описана в журнале «Playboy» как одна из игр, посвящённых субъективному опыту человека с депрессией.
Куинн создала Справочный список для разработчиков игр, призванный помочь опытным и начинающим разработчикам общаться друг с другом.
В 2015 году была консультантом по нарративному дизайну iOS-игры Framed. В 2014 году Куинн также работала над компьютерным видеофильмом с Грегом Сестеро.
В 2015 году Куинн написала главу «Видеоигры для людей» в книге, посвящённой созданным через Twine играм. Куинн также опубликовала главу в книге The State of Play: Sixteen Voices on Video Games с описанием своего опыта создания Depression Quest и последующей травлей, с которой она столкнулась. В 2015 Куинн снялась в документальном фильме GTFO.
Куинн написала сценарий для Widow’s Walk (2016) — дополнения к Betrayal at House on the Hill.
В сентябре 2016 года сообщалось, что Куинн работала с Чаком Тинглом над симулятором знакомств под рабочим названием Project Tingler. В конце концов игра получила название Kickstarted in the Butt: A Chuck Tingle Digital Adventure, а в октябре 2016 года на Kickstarter был начат сбор 69 420 долларов на финансирование проекта. Спустя несколько недель игра собрала более 85 000 долларов от 2450 спонсоров. В январе 2018 года Куинн была нарративным дизайнером игры Solar Ash Kingdom.
В 2018 году Куинн начала карьеру в качестве автора комиксов, анонсировав свою совместную работу с иллюстратором Робби Родригесом над Goddess Mode импринта DC Vertigo.
24 сентября 2015 года Куинн, совместно с Анитой Саркисян, выступила в ООН на тему интернет-харассмента. В своей речи она заявила о том, что технологическим компаниям необходимо более серьёзно обеспечивать надлежащую модерацию и защищать маргинализованные социальные группы. Отдельно она высказалась о необходимости защиты трансгендерных женщин и жертв насилия в Интернете.

## Геймергейт
Как считается, «Геймергейт» начался в середине августа 2014 года с поста в блоге разработчика игр Эрона Гёни (англ. Eron Gjoni) под заголовком «The Zoe Post». В нём он утверждал, что его бывшая девушка Зоуи Куинн якобы изменила ему с Натаном Грейсоном (англ. Nathan Grayson), журналистом сайта о видеоиграх Kotaku, и ещё с несколькими представителями игровой журналистики — якобы для того, чтобы получить положительные обзоры о своей игре Depression Quest. Грейсон никогда не писал обзоров на игры Куинн, а единственное упоминание её в написанных им статьях Kotaku было до начала их отношений. Несмотря на это, геймеры начали использовать статью Гёни для бездоказательных обвинений Куинн в использовании секса для профессионального роста.
Зоуи Куинн — американская независимая разработчица игр, живущая в Канаде. Depression Quest — первая игра её собственной разработки, распространяющаяся бесплатно через Steam начиная с февраля 2013 года. По словам самой разработчицы, игра основана на её собственной истории борьбы с клинической депрессией. Depression Quest получил в основном весьма положительные отзывы от профессиональных изданий, но резко отрицательные — от игроков.
Пост Эрона Гёни вскоре после публикации привлёк большой интерес пользователей 4chan и Reddit, в результате чего личные данные Зоуи Куинн были опубликованы в открытом доступе, её блог на Tumblr был взломан, а сама она получила массу угроз (в том числе ей угрожали убийством и изнасилованием). По её словам, из-за этих угроз ей пришлось сменить место жительства. Эти угрозы привлекли к «Геймергейту» внимание крупных новостных изданий, феминистских организаций и людей, чувствительно относящихся к проявлениям тех или иных форм дискриминации. Их сторонники «Геймергейта» уничижительно называли «воинами социальной справедливости» (social justice warriors).
Вскоре после поста о Зоуи в американской видеоигровой прессе свою активность стали проявлять право-радикально настроенные игроки, резко выражающие свою отрицательную позицию в отношении феминизма, ЛГБТ и политической корректности, они стали оставлять комментарии оскорбительного характера и с призывами к физической расправе над определёнными группами людей. Хотя количество таких игроков было относительно невелико, они стали поводом для многочисленных публикаций с критикой игрового сообщества в целом, которое обвинили в создании среды нетерпимости и женоненавистничества. В свою очередь многие игроки, особенно не знавшие о скандале до того, как они увидели эти статьи, восприняли критику как атаку на геймерскую культуру и обвинили журналистов в неэтичном поведении по отношению к своей аудитории. Сторонники терпимости же восприняли реакцию игроков как нежелание признавать проблемы нетерпимости внутри игрового сообщества. Данные события послужили катализатором основного конфликта.
Сторонники «Геймергейта» стали обвинять журналистов и критиков в неэтичном поведении и настраивании своей аудитории против игрового сообщества в целом, хотя проблема заключалась в небольшой группе радикально настроенных игроков. Игроки стали обращать внимание на то, что критики оставляли завышенные оценки играм, в той или иной степени затрагивающим социальные темы и несправедливость, одновременно занижая оценки играм с ценником AAA. Многие издания отвергли претензии сторонников #GamerGate, посчитав их необоснованными. Журналисты заметили, что сторонники «Геймергейта» вместо того, чтобы конструктивно обсуждать имеющиеся в игровом сообществе этические проблемы, отрицают любые мнения, которые расходятся с традиционными ценностями игрового сообщества. Например, по результатам опроса Pew Research Center в 2015 году, было выявлено, что сообщества сетевых игр являются самыми враждебными по отношению к женщинам в Интернете, где 44 % опрошенных признали, что к мужчинам там относятся дружелюбнее, чем к женщинам. Это вступает в резкий контраст с остальными неигровыми сайтами и площадками для общения, где меньшую дружелюбность к женщинам отмечали не более 14 % опрошенных.
Другая часть журналистов заметила, что у сторонников «Геймергейта» был потенциал поднять дискуссию вокруг значительных проблем в игровой журналистике и существовании в ней коррупции. Тем не менее из-за того, что на стороне «Геймергейта» было множество троллей, рассылающих женщинам-разработчицам и женщинам-критикам сообщения с оскорблениями и угрозами расправы, они дискредитировали умеренных сторонников #GamerGate, предлагающих обоснованную и конструктивную критику и готовых идти на диалог. Журналисты же, пользуясь ситуацией, отказывались вступать в дискуссии с любыми сторонниками, признавая их по умолчанию не объективными.